# Petrus Jacobus Joubert

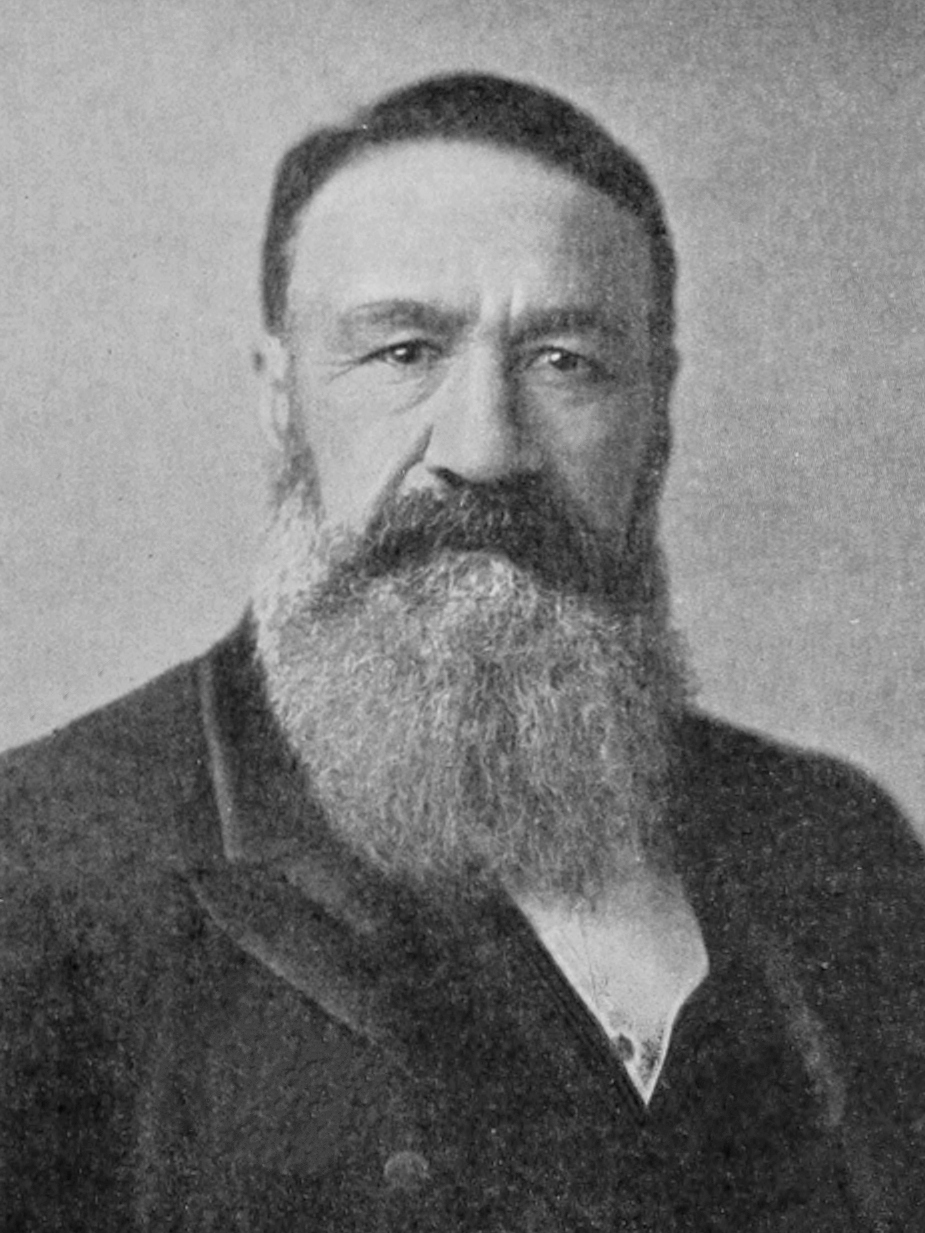
General P. J. Joubert.

Petrus Jacobus Joubert, även Piet Joubert, född 20 januari 1834 i Oudtshoorn i Sydafrika, död 28 mars 1900 i Pretoria, var en sydafrikansk boergeneral och politiker.

## Biografi
Joubert var ättling till en fransk huguenot som år 1688 flydde till Sydafrika efter att Ludvig XIV återkallat Ediktet i Nantes. Lämnad föräldralös i tidig ålder och inflyttade som ung från Natal till Transvaal där han blev en framgångsrik farmare och senare började studera juridik.
Hans blev på 1860-talet blev invald till  det lokala parlamentet för Wakkerstroom. Efter omval 1870 blev han med sina juridiska kunskaper utsedd till attorney general (motsvarar justitiekansler i Sverige) i republiken och var 1874 presidentens ställföreträdare under dennes resa till Europa. Han deltog flera gånger i val till Transvaals president men lyckades aldrig nå denna position.
Sedan Storbritannien 1877 annekterat Transvaal, verkade Joubert energiskt för landets frigörelse från brittiska väldet och blev, då republiken proklamerats 1880, överbefälhavare i det utbrytande kriget. Här vann han 27 februari 1881 den avgörande segern i slaget vid Majuba hill, som ledde till krigets slut. Joubert blev 1893 vicepresident och vid det andra boerkriget i oktober 1899 överbefälhavare för Transvaals och Oranjefristatens styrkor.  Han vann i början åtskilliga framgångar och ledde belägringen av Ladysmith, men sedan han tvingats häva denna år 1900 nedlade befälet och drog sig tillbaka till Pretoria, där han samma år avled.

## Hedersbetygelse
Staden Pietersburg (numera heter Polokwane) i norra delen av dåvarande Transvaalrepubliken (nuvarande Limpopo-provinsen) namngavs efter Piet Joubert. Rudyard Kipling skrev en dikt efter hans död, Piet Joubert, där han friade honom från delaktighet i anstiftan av krig, och höll hans kollegor ansvariga.